# Tristão da Cunha Ribeiro
Tristão da Cunha Ribeiro, chamado "o Mau" ou o "D. Quixote", foi um nobre português, morgado de Paio Pires e das Cachoeiras.

## Dados genealógicos
Filho de Luís da Cunha, senhor do dito morgado de Paio Pires, e de D. Joana de Menezes, filha de Bernardim Ribeiro Pacheco, senhor do morgado das Cachoeiras, comendador de Vila Cova na Ordem  de Cristo, capitão-mor das naus da Índia, e de Dona Maria de Vilhena sua mulher, filha de D. Manuel de Menezes, que no ano de 1495 era camareiro mor e governador da Casa do Senhor D. Duarte, filho do Infante Dom Duarte, o qual era filho de D. Jorge de Menezes, senhor de Cantanhede.
Era trineto do bem conhecido Tristão da Cunha, que "el-rei D. Manuel I enviou por embaixador ao Papa com vários presentes, entre os quais havia um elefante".
Casou com D. Antónia da Silva. filha do conjurado D. Antão de Almada.
Filhos:
- Luís da Cunha, que serviu na Guerra da Restauração e que morreu na Batalha do Montijo[10].
- Manuel da Cunha, veador da Rainha Maria Francisca de Sabóia e herdeiro do senhorio do referido morgado de Paio Pires casado com Francisca Joana de Albuquerque[11], filha de Martim Correia da Silva (II) e Violante de Albuquerque. Pais de Tristão António da Cunha, casado com Leonor Tomásia de Távora (filha de Luís Álvares de Távora, 1.º Marquês de Távora).[12].
- Matias da Cunha, governador-geral do Brasil (1687 — 1688)[13].
- Isabel da Silva que casou com Manuel de Sousa e Silveira, alcaide-mor de Tomar, filho de João de Sousa da Silveira[14].